# 克拉西夫卡 (別爾季切夫區)
49°54′25″N 28°49′57″E / 49.90694°N 28.83250°E
克拉西夫卡（烏克蘭語：Красівка），是烏克蘭的村落，位於該國北部日托米爾州，由別爾季切夫區負責管轄，始建於1783年，面積2.04平方公里，海拔高度250米，2001年人口388，人口密度每平方公里190.66人。